# Département de General Güemes (Chaco)
Pour les articles homonymes, voir Güemes.
Le département de General Güemes est une des 25 subdivisions de la province du Chaco, en Argentine. Son chef-lieu est la ville de Juan José Castelli.
Le département a une superficie de 25 487 km2. Il est bordé au nord par la province de Formosa, à l'est par le département de Libertador General San Martín, au sud par les départements d'Almirante Brown et de Maipú, et à l'ouest par la province de Salta.
Sa population s'élevait à 62 227 habitants au recensement de 2001.

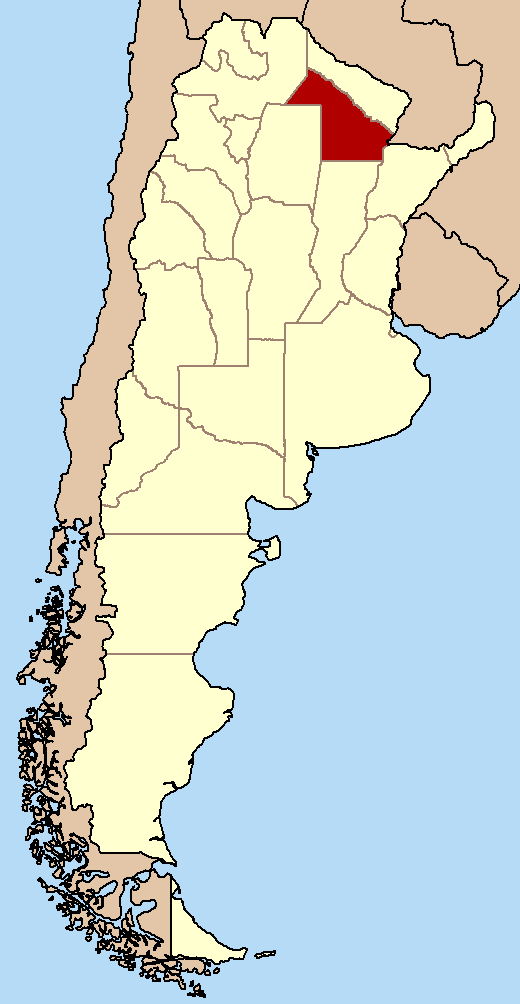
Localisation de la province du Chaco en Argentine.

## Villes et localités
- Comandancia Frías
- El Espinillo
- El Sauzalito
- Fortín Belgrano
- Fuerte Esperanza
- Juan José Castelli, chef-lieu
- Las Hacheras
- Miraflores
- Misión Nueva Pompeya
- Villa Río Bermejito